# Bolbella brevis
Bolbella brevis är en bönsyrseart som beskrevs av Max Beier 1953. Bolbella brevis ingår i släktet Bolbella och familjen Mantidae. Inga underarter finns listade i Catalogue of Life.